# Grenze zwischen Eritrea und dem Sudan

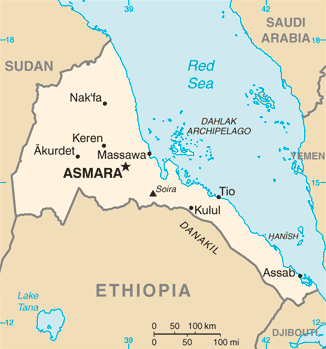
Kärtchen von Eritrea, die Grenze zum Sudan links

Die Grenze zwischen Eritrea und dem Sudan trennt als internationale Land- und Seegrenze diese beiden Staaten. Die Länge der Grenze wird mit 605, 686 oder 682 km angegeben. Die Landgrenze verläuft vom Dreiländereck mit Äthiopien zum Roten Meer.

## Geschichte
Erstmals wurde die Grenze zwischen der damaligen (seit 1882/1890) italienischen Kolonie Eritrea und dem damaligen Anglo-Ägyptischen Sudan in den 1880er Jahren festgelegt. Nach der Eroberung Äthiopiens durch Italien wurde Erythrea in das damalige Italienisch-Ostafrika eingegliedert. Im Zweiten Weltkrieg wurde Eritrea 1941 von britischen Truppen besetzt. Ab 1952 bildeten Äthiopien und Eritrea eine Föderation. 1962 begann, nachdem Äthiopien Eritrea zur Provinz gemacht hatte, der Befreiungskrieg in Eritrea gegen Äthiopien, der mit der Unabhängigkeit Eritreas im Mai 1993 endete. Am 1. Januar 1956 erlangte der Sudan seine Unabhängigkeit. Anders als an den übrigen Grenzen Eritreas gab es um die Grenze zum Sudan keinen Streit, allerdings war die Grenze wiederholt von Flüchtlingsbewegungen betroffen.

## Grenzverlauf
Die von den territorialen Veränderungen (Unabhängigkeit des Südsudan und Eritreas) nicht betroffene Grenze verläuft vom Dreiländereck mit Äthiopien westlich von Humera im äthiopischen Tigray im Fluss Tekeze (14°15′34.99″N 36°33′40″O) auf rund 100 km über Land nach Nordnordwesten, biegt dann nach Nordosten ab und setzt sich in nordnordöstlicher Richtung fort. Sie nimmt dann eine östliche Richtung bis zum Fluss Barka oder Baraka, dem sie nach Nordosten folgt, verlässt diesen und führt in einem unregelmäßigen Verlauf zum Jebel Harmoyet (2780 m) und in nordöstlicher Richtung weiter über das zwischen den beiden Anliegerstaaten geteilte Karora. Die Landgrenze endet am Roten Meer (17°58′24.63″N 38°34′37.21″O) südlich des Ras Kasar.

## Orte in Grenznähe

### Eritrea
- Om Hajer
- Tesseney

### Sudan
- Kassala
- Karora